# Calamar (Guaviare)
Calamar è un comune della Colombia facente parte del dipartimento di Guaviare.
Il centro abitato venne fondato da un gruppo di coloni alla fine del XIX secolo, mentre l'istituzione del comune è del 4 aprile 1989.